# Грищенко Анатолій Володимирович
Анато́лій Володи́мирович Гри́щенко (нар. 20 березня 1968 — 19 жовтня 2015) — старшина Збройних сил України, учасник російсько-української війни.

## Життєпис
Народився 1968 року в селі Шпитьки Київської області.
В часі війни — старшина, снайпер 41-го окремого мотопіхотного батальйону.
Загинув 19 жовтня 2015 року поблизу Новотроїцького Волноваського району Донецької області, підірвавшись на «розтяжці», ще одного вояка було поранено.
Похований в селі Шпитьки Києво-Святошинського району.

## Нагороди та вшанування
За особисту мужність, сумлінне та бездоганне служіння Українському народові, зразкове виконання військового обов'язку відзначений — нагороджений
- орденом «За мужність» ІІІ ступеня (20.7.2016, посмертно)[1]
- звання «Герой-захисник Вітчизни» Києво-Святошинського району (рішення Києво-Святошинської районної ради від 20.12.2016).